# Dijon-Prenois
Koordinati:   47°21′45″N, 4°53′57″E
Dijon-Prenois je dirkališče, ki leži v francoskem mestu Prenois blizu Dijona. Med letoma 1974 in 1984 je petkrat gostilo dirko Formule 1 za Veliko nagrado Francije, enkrat pa za Veliko nagrado Švice.

## Zmagovalci
| Leto | Velika nagrada          | Dirkač                | Moštvo        | Poročilo |
| ---- | ----------------------- | --------------------- | ------------- | -------- |
| 1984 | Velika nagrada Francije | Niki Lauda            | McLaren-TAG   | Poročilo |
| 1982 | Velika nagrada Švice    | Keke Rosberg          | Williams-Ford | Poročilo |
| 1981 | Velika nagrada Francije | Alain Prost           | Renault       | Poročilo |
| 1979 | Velika nagrada Francije | Jean-Pierre Jabouille | Renault       | Poročilo |
| 1977 | Velika nagrada Francije | Mario Andretti        | Lotus-Ford    | Poročilo |
| 1974 | Velika nagrada Francije | Ronnie Peterson       | Lotus-Ford    | Poročilo |